# Charles Zorgbibe
Charles Zorgbibe, né le 5 mai 1935 à Alger, est un historien français. Professeur émérite de droit public, il est spécialiste des relations internationales.

## Biographie
Charles Zorgbibe est né le 5 mai 1935. Docteur en science politique (1960), agrégé de droit public (1966), il est professeur à l'université Paris I-Panthéon-Sorbonne, directeur du Centre juridique franco-allemand (1970-1977), doyen de la faculté de droit Jean-Monnet de l'université Paris-Sud (1977-1986), puis recteur de l'académie d'Aix-Marseille de 1986 à 1990.
En 1979-80, il rédige la constitution des Nouvelles-Hébrides qui devient le Vanuatu.
Auteur d'une cinquantaine d'ouvrages, il dirige le troisième cycle des relations internationales à la Sorbonne ainsi que la collection « Perspectives internationales » aux PUF.
En 2000, il cofonde l'Institut de géopolitique des populations avec notamment Jacques Dupâquier et Yves-Marie Laulan. Il est membre du comité de rédaction de la Revue politique et parlementaire.
De décembre 2011 à septembre 2019, il dirige une émission mensuelle sur Radio Courtoisie, qui a pris le nom de Libre journal de politique étrangère en 2016.
En 2015, il publie une biographie remarquée d'Henry Kissinger.

## Ouvrages
- La Question de Berlin, 1970
- L'Europe de l'Est face au Marché commun, 1971
- La Conférence sur la sécurité et la coopération en Europe, 1973
- L'Insécurité européenne, 1974
- La Guerre Civile, 1975
- Les Relations internationales, PUF, 1975 (plusieurs rééditions)[10]
- Impérialismes et Démocratie, 1976
- Introduction aux relations internationales, 1977
- La Construction politique de l'Europe, 1978
- La République hellénique, 1978
- La Méditerranée sans les grands, 1980
- Le Monde depuis 45, 1980
- Le Risque de Guerre, 1981
- Vanuatu, naissance d'un état, 1981[11]
- Les Alliances dans le système mondial, PUF, 1983[12]
- Nuages de guerre sur les Émirats du Golfe, 1984
- La Paix, 1984
- Les Politiques étrangères des grandes puissances, PUF, coll. « Que sais-je ? », 1984[13]
- Textes de politique internationale depuis 1945, 1985
- Le Chef de l'État en question, 1986
- Les Derniers jours de l'Afrique du Sud, 1986
- Géopolitique contemporaine : les zones d'affrontement, 1986
- Les Organisations internationales, 1986
- Dictionnaire de politique internationale, 1988
- Terres trop promises, 1990
- Chronologie des relations internationales depuis 1945, 1991
- Géopolitique et Histoire du Golfe, 1991
- L'Après-guerre-froide dans le Monde, 1993
- L'Après-guerre-froide en Europe, 1993
- De Gaulle, Mitterrand et l'Esprit de la constitution, 1993
- Le Droit d'Ingérence, 1994
- Histoire des relations internationales (4 volumes), 1994
- La France, l'ONU et le maintien de la Paix, 1996
- L'impérialisme, 1996
- Wilson, un croisé à la Maison Blanche, Presses de Sciences Po, 1998[14]
- Delcassé, Le grand ministre des affaires étrangères de la IIIe République, Éditions Olbia, coll. Histoire, 388 p., 2001  (ISBN 978-2719105405)
- Histoire de l'Otan, Complexe, Collection Questions d'Histoire et de sciences politiques, 2002, 283 pages,  (ISBN 2-87-027917-5)
- Theodor Herzl : l'aventurier de la Terre promise, Tallandier, Collection Figures de proue, 2000, 414 pages,  (ISBN 2-23-502255-3)
- Histoire de la construction européenne, 2005
- Mirabeau, Éditions de Fallois, 2008, 519 p.
- Paix et guerres en Afrique, t. 1 : Un continent en dehors de l'histoire ?, Bourin éditeur, 2009, 280 p.  (ISBN 978-2-84941-140-7)
- Metternich, le séducteur diplomate, Éditions de Fallois, 2009  (ISBN 978-2877066907)
- Paix et guerres en Afrique, t. 2 : Les chemins de l'Union africaine, Bourin Éditeur, 2010, 360 p.  (ISBN 978-2-84941-166-7)
- Kipling, Éditions de Fallois, 2010, 495 p.
- Talleyrand et l'invention de la diplomatie française, 2012, 238 p.  (ISBN 978-2-87706-784-3) ; rééd. Cerf, coll. Histoire Lexio, 2024  (ISBN 978-2-87706-729-4)
- Guillaume II, le dernier empereur allemand, Éditions de Fallois, 2013, 400 p.
- Kissinger, Éditions de Fallois, 2015  (ISBN 978-2877068864)
- L'Intrépide Chevauchée de Benjamin Disraeli, Éditions de Fallois, 2016, 430 p.
- Une histoire du monde depuis 1945 : 75 années qui ont changé le monde, Éditions de Fallois, 2017, 427 p.  (ISBN 978-2-8770-6979-3)
- L'imbroglio, Roosevelt, Vichy et Alger, Éditions de Fallois, 2018[15], 496 p.
- Les éminences grises, Éditions de Fallois, 2020[16], 492 p.
- Entre despotisme et démocratie, histoire constitutionnelle de la France, Éditions du Cerf, 2023, 504 p.  (ISBN 978-2-2041-5162-7)

## Prix
- 2005 : prix Joseph-du-Teil de l'Académie des sciences morales et politiques pour Histoire de l'Union européenne[17]
- 2008 : prix Georges-Hachette de la Société de géographie[18]
- 2008 : prix Paul-Bourdarie de l’Académie des sciences d’outre-mer pour Mirabeau.
- 2010 : prix Marcel-Pollitzer
- 2013 : Grand prix du livre d'histoire Ouest-France pour Le Choc des Empires[19]